# Bromelia chrysantha
Espèce
Classification phylogénétique
Synonymes
- Agallostachys chrysantha (Jacq.) Beer
- Bromelia aurea Britton

Bromelia chrysantha est une espèce de plantes à fleurs de la famille des Bromeliaceae originaire des régions tropicales du nord-ouest de l'Amérique du Sud.

## Synonymes
- Agallostachys chrysantha (Jacq.) Beer[1] ;
- Bromelia aurea Britton[1].

## Distribution
L'espèce se rencontre en Colombie, au Venezuela et à Trinité-et-Tobago.

## Description
L'espèce est hémicryptophyte.